# Yu Hyung-won
Yu Hyung-won (21 de janeiro, 1622-19 de março, 1673; Hanja: 柳馨遠, Hangul: 유형원) foi um político, economista, poeta, Neo-Confucionismo filósofo da  dinastia Joseon da Coreia. O apelido dele era Bangye (磻溪 반계). Ele era o discípulo de Misu Heo Mok e segundo primo do estudioso silhak Seongho Yi Ik.
O político é considerado da primeira geração de estudiosos da escola Silhak da Dinastia de Joseon. Ele defendeu um sistema de terras públicas, onde o estado teria o título e alocaria as terras para o uso dos agricultores

## Obras
- Bangyesurock (반계수록 磻溪隧錄)
- Bangyejip (반계집 磻溪集)
- Baekgyungsajam (백경사잠 百警四箴)
- Bangyeilgo (반계일고 磻溪一顧)
- Gunhyunje (군현제 郡縣制)
- Yigichongron (이기총론 理氣總論)
- Nanhakmulli (논학물리 論學物理)
- Gyungsulmundap (경설문답 經說問答)
- Jujachanyo (주자찬요 朱子纂要)
- Yeojiji (여지지 輿地志)
- Gunhyunjije (군현지제 郡縣之制)
- Gihaengilrok (기행일록 紀行日錄)
- Dongguksaksagangmokjorye (동국사강목조례 東國史綱目條例)
- Donggukyuksagibo (동국역사가고 東國歷史可考)
- Sokgangmokuibo (속강목의보 續綱目疑補)
- Dongsaguiseolbyun (동사괴설변 東史怪說辨)
- Mugyungsaseocho (무경사서초 武經四書抄)
- Gihyosinseojulhyo (기효신서절요 紀效新書節要)
- Chungeumjinam (정음지남 正音指南)
- Dojeongchuljip (도정절집 陶靖節集)
- Donggukmuncho (동국문초 東國文抄)
- Jungweowirack (중여위략 中與偉略)